# 琳努
琳努 （前二世紀人物），是安息帝國米特里達梯一世的王后，也是後來安息國王弗拉特斯二世的母親。她是安息帝國的文獻中，兩位女性統治者中的其中一位，另一位是安息的穆薩。她當兒子即位時還小，曾經攝政一段時間。
她是某位米底亞權貴的女兒，並成為米特里達梯一世的王后。她的兒子弗拉特斯二世在前132年繼承父親的王位，但因為太小，在初期由她陪同一起統治。琳努是第一位統治安息帝國的已知女性，她的統治時間不長，當她的兒子弗拉特斯二世年滿14歲後，隨即宣布成年並交還政權。